# 拉娅·帕劳
拉娅·帕劳（西班牙語：Laia Palau，1979年9月10日—），西班牙女子篮球运动员。他曾代表西班牙国家队参加2004年、2008年、2016年和2020年夏季奥林匹克运动会篮球比赛，其中2016年奥运会获得一枚银牌。